# Сезон 2010/2011 в кёрлинге

Сезон 2010/2011 в кёрлинге проходил с сентября 2010 по апрель 2011 года.
| Соревнование                                                                                          | Победитель                  | Финалист         |
| --- | --------------------------- | ---------------- |
| Чемпионат мира среди мужчин Реджайна, Канада, 2 — 10 апреля                                           | Канада                      | Шотландия        |
| Чемпионат мира среди женщин Эсбьерг, Дания, 19 — 27 марта                                             | Швеция                      | Канада           |
| Чемпионат мира среди смешанных пар Сент-Пол, США, 15 — 24 апреля                                      | Швейцария                   | Россия           |
| Чемпионат Европы Шампери, Швейцария, 3 — 11 декабря                                                   | Швейцария                   | Норвегия         |
| Чемпионат Европы Шампери, Швейцария, 3 — 11 декабря                                                   | Шотландия                   | Россия           |
| Чемпионат Европы среди смешанных команд Хоувуд, Шотландия, 20 — 28 сентября                           | Шотландия                   | Швейцария        |
| Тихоокеанско-Азиатский чемпионат Ыйсон, Южная Корея, 11 — 16 ноября                                   | Китай                       | Республика Корея |
| Тихоокеанско-Азиатский чемпионат Ыйсон, Южная Корея, 11 — 16 ноября                                   | Республика Корея            | Китай            |
| Универсиада Эрзурум, Турция, 27 января — 6 февраля                                                    | Республика Корея            | Швейцария        |
| Универсиада Эрзурум, Турция, 27 января — 6 февраля                                                    | Великобритания              | Россия           |
| Чемпионат России среди мужчин                                                                         | Адамант-1 (Санкт-Петербург) | Москвич          |
| Чемпионат России среди женщин                                                                         | Москвич-1                   | Москва           |
| Чемпионат мира по кёрлингу на колясках Прага, Чехия, 21 февраля — 1 марта                             | Канада                      | Шотландия        |
| Чемпионат мира среди юниоров Перт, Шотландия, 5 — 13 марта                                            | Швеция                      | Швейцария        |
| Чемпионат мира среди юниоров Перт, Шотландия, 5 — 13 марта                                            | Шотландия                   | Канада           |
| Тихоокеанско-Азиатский чемпионат по кёрлингу среди юниоров 2010 Насеби, Новая Зеландия, 9 — 16 января | Китай                       | Республика Корея |
| Тихоокеанско-Азиатский чемпионат по кёрлингу среди юниоров 2010 Насеби, Новая Зеландия, 9 — 16 января | Япония                      | Республика Корея |

Сурдлимпийские игры, которые должны были пройти в феврале 2011 года в Словакии, не состоялись.